# Ita Rina

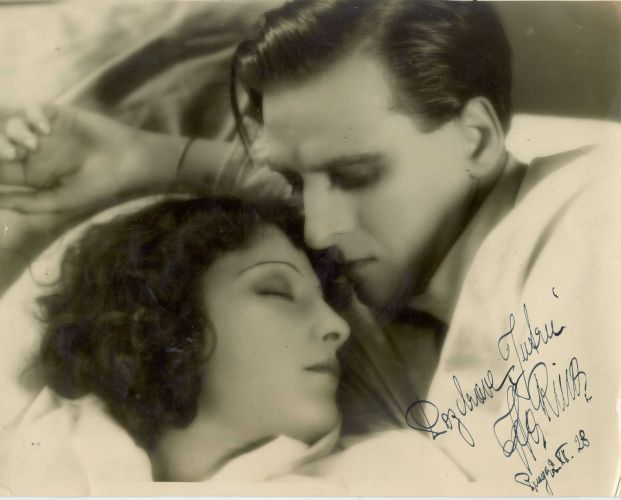
Ita Rina

Ita Rina pseudonimo di Italina Lida "Ida" Kravanja, poi divenuta Tamara Đorđević (Divaccia, 7 luglio 1907 – Budua, 10 maggio 1979) è stata un'attrice jugoslava.

## Biografia
Figlia primogenita di Jožef e Marija Kravanja, di etnia slovena, nacque nel piccolo centro di Divaccia, allora parte dell'Impero austro-ungarico e poco distante da Trieste. Dopo la fine della prima guerra mondiale, si trasferì con la famiglia a Lubiana.
Dopo essersi diplomata nel 1923, tre anni più tardi la Kravanja partecipò a un concorso di bellezza che selezionava la rappresentante jugoslava di Miss Europa. Non riuscì a vincere la selezione, ma ciò nonostante fu notata dal proprietario di un cinematografo di Zagabria, dove si tenne la manifestazione, che inviò le sue fotografie al produttore cinematografico tedesco Peter Ostermayr. La madre non voleva che si recasse a Berlino, e la ragazza fuggì da casa.
Arrivò in Germania nel 1927, ed esordì nel film Was die Kinder ihren Eltern verschweigen di Franz Osten. Ma il suo primo ruolo importante lo ottenne in Cecoslovacchia nel film Erotikon del 1929.
Sposatasi nel 1931 allo studente serbo Miodrag Đorđević, si convertì dalla religione cattolica a quella serbo-ortodossa, e cambiò nome in Tamara Đorđević. La Rina girò altre nove pellicole tra il 1930 e il 1939.
Si ritirò dall'attività cinematografica nel 1940, e stabilitasi a Belgrado con il marito, fuggì  con la famiglia dalla capitale serba durante i bombardamenti della seconda guerra mondiale e si rifugiò a Vrnjačka Banja. Riapparve sul grande schermo nel 1960, nel film La guerra.
Dal 1967 visse con il marito a Budua, in Montenegro, e sofferente d'asma, nel 1979 morì, proprio per un attacco di asma, all'età di 72 anni.

## Filmografia parziale
- L'ultima cena (Das letzte Souper), regia di Mario Bonnard (1928)
- Il ballerino della casa d'oro (Der Tanzstudent), regia di Johannes Guter (1928)
- Erotikon (Erotikon), regia di Gustav Machatý (1929)
- Tonka Sibenice (Tonka Sibenice), regia di Karl Anton (1930)
- Avventurieri (Zentrale Rio), regia di Erich Engels (1939)
- La guerra (Rat), regia di Veljko Bulajić (1960)